# Kim (biljni rod)
Kim (lat. Carum), biljni rod iz porodice štitarki kojemu pripada 23 vrste. dvogodišnjih biljaka, od kojkih je najpoznatiji pitomi kim (Carum carvi). Latinski mu naziv dolazi od grčkog kare (glava, štit), zbog štitastih cvatova.
Kim naraste do 1 metar visine, obično oko 60 cm. Listovi su peraasti, dvostruko ili trostruko razdijeljeni, smješteni u pršljenovima na stapci dugo 20 do 30 cm. Plod je duguljast aromatičan kalavac, dug 3 do 4 mm, razdijeljen na dva aromatična plodića srpastog oblika.
Plod kima služi kao začin i droga, od njega se dobiva aromatično ulje.
Hrvatski naziv za ovaj rod je i kumin, ali se s kuminom ne smije brkati. Od 23 vrste u hrvatskoj su prisutna jedna, C. carvi. Carum verticillatum (L.) Koch, koji se nekada klasificirao u ovaj rod, pripada rodu Trocdaris, vidi Trocdaris verticillatum.

## Vrste
- Carum carvi
- Carum carvi
- Carum carvi, plod
- Carum verticillatum

1. Carum appuanum (Viv.) Grande
2. Carum asinorum Litard. & Maire
3. Carum atlanticum (Coss. ex Ball) Litard. & Maire
4. Carum buriaticum Turcz.
5. Carum carvi L.
6. Carum carvifolium (DC.) Arcang.
7. Carum caucasicum (M.Bieb.) Boiss.
8. Carum diversifolium (DC.) C.B.Clarke
9. Carum graecum Boiss. & Heldr.
10. Carum grossheimii Schischk.
11. Carum heldreichii Boiss.
12. Carum iminouakense Quézel
13. Carum jahandiezii Litard. & Maire
14. Carum lacuum Emb.
15. Carum leucocoleon Boiss. & A.Huet
16. Carum meifolium Boiss.
17. Carum meoides (Griseb.) Halácsy
18. Carum pachypodium Candargy
19. Carum polyphyllum Boiss. & Balansa
20. Carum proliferum Maire
21. Carum rupicola Hartvig & Å.Strid